# 服部之総
服部 之総（はっとり しそう、旧字体：服󠄁部 之總、1901年〈明治34年〉9月24日 - 1956年〈昭和31年〉3月4日）は、日本の歴史学者（マルクス主義歴史学、歴史哲学、現代史）。花王石鹸取締役、法政大学教授を務めた。島根県那賀郡旭村（現・浜田市）出身。本名は服部 之総（はっとり これふさ）。

## 経歴
出生から修学期
1901年（明治34年）、浄土真宗本願寺派正蓮寺に生れた。旧制浜田中学を経て、第三高等学校を卒業。東京帝国大学文学部社会学科で学び、大学在学中に志賀義雄、大宅壮一らと東大新人会で活躍。文学部社会学科時代の恩師は戸田貞三。1925年に卒業。
大学卒業後(副手時代)
1925年4月から1926年3月まで東京大学社会学講座の副手を務めたが、師の戸田とそりがあわなくなり社会学教室を離れた。しかしその後も繋がりは保ち、1950年に戸田の編集で刊行された『社会学研究の栞』に他の戸田の教え子とともに執筆している。
産業労働調査所からプロレタリア科学研究所時代
1927年、野坂参三が所属した産業労働調査所所員となった。1928年より労農党書記局長。1930年からは中央公論社初代出版部長となり、言論活動を続けた。1931年、プロレタリア科学研究所所員となった。
1928年に三・一五事件の共産党弾圧で検挙されたが釈放され、唯物史観の立場で維新を論じた『明治維新史』を刊行。1932年に刊行を開始した『日本資本主義発達史講座』で講座派の代表的論客となった。『日本資本主義発達史講座』で明治維新研究について論文を寄せ、日本資本主義論争で土屋喬雄と論争した。服部は、「維新史方法上の諸問題」（『歴史科学』1933年〈昭和8年〉4-7月号）で、明治維新時の経済は『資本論』によるところの「厳密なる意味におけるマニュファクチュア時代」（本来的マニュファクチュア時代）であるとした。「幕末＝厳マニュ説」。これは、マニュファクチュアが経済のすべてではなく、大部分を占めていることを意味し、日本における産業革命の要求の論拠となった、とする。土屋はこれを実証性が欠けるとして批判し、「問屋制家内工業段階説」を唱えた。この論争は、戦後に大塚史学の影響を受けた研究者が服部説を批判的に継承することで幕引きとなる。
1936年に花王石鹼の委嘱を受けて社史を編纂。1938年に唯物論研究会事件で検挙され、戦時下の執筆を断念。釈放後の1938年に花王石鹼へ入社し、上海に渡った。同社宣伝部長を経て、1942年に締役に就いた。
太平洋戦争後
戦後の1946年に三枝博音らと鎌倉大学校を創立して教授を務め、学界へ復帰した。1949年、日本共産党入党したが、翌1950年に離党。1951年、日本近代史研究会を設立し、『画報 近代百年史』(第1集～第18集)を刊行した。その一方で、東洋大学講師、中央労働学園大学教授を務めた。中央労働学園大学と法政大学が合併したことから、1952年より法政大学社会学部教授となり、「社会学理論」を担当した。晩年は神経衰弱だったという。1956年に死去。

## 受賞・栄典
- 1955年：『明治の政治家たち』で 毎日出版文化賞を受賞[1]。

## 著作

### 著書
- 『社会階級論』1928
- 『明治維新史 附絶対主義論』上野書店 1929
  - 文庫化 河出文庫
  - 文庫化 青木文庫
- 『条約改正及び外交史』岩波書店(日本資本主義発達史講座) 1932
- 『幕末に於ける世界情勢及び外交事情』岩波書店(日本資本主義発達史講座) 1932
- 『近代日本外交史』白揚社 1933
- 『明治維新の革命及び反革命』岩波書店(日本資本主義発達史講座) 1933
- 『黒船前後』大畑書店 1933
  - 文庫化 角川文庫
- 『明治維新史研究』白揚社 1933
- 『維新史の方法論』白揚社 1934
- 『歴史論』三笠書房(唯物論全書) 1935
- 『明治染織経済史：織物業における産業革命』信夫清三郎共著 白揚社 1937
- 『日本マニュファクチュア史論：秋田木綿と久留米絣の生産形態』信夫清三郎共著、育生社 1937
- 『初代長瀬富郎伝』花王石鹼五十年史編纂委員会 1940
- 『佐々田懋翁伝』亀堂会伝記刊行会 1942
- 『随筆集 moods cashey』真善美社 1947
- 『ドイツ・小ブルジョア・イデオロギー』白日書院 1947
- 『天皇制絶対主義の確立』中央公論社 1948
- 『親鸞ノート』国土社 1948
- 『蓮如 第1部』新地書房 1948
- 『西陣機業における原生的産業革命の展開』高桐書院 1948
- 『絶対主義論』日曜書房 1948
- 『帝国主義日本政治史：護憲運動からファシズムへ』白日書院 1949
- 『近代日本のなりたち』日本評論社 1949、のち青木文庫
- 『明治維新における指導と同盟』日本評論社 1949
- 『東条政権の歴史的後景』白揚社 1949
- 『明治維新の話』ナウカ社 1949
  - 文庫化 青木文庫
  - 改題再版『明治維新のはなし・近代日本のなりたち』青木書店
- 『明治の政治家たち：原敬につらなる人々』岩波新書 1950-1954

1. 上 1950年
2. 下 1954年

- 『明治の革命』日本評論社 1950
- 『明治維新』福村書店(中学生歴史文庫) 1951
  - 再版 朝文社
- 『微視の史学：服部之総随筆集』理論社 1953
- 『原敬百歳』朝日新聞社(朝日文化手帖) 1955
  - 文庫化 中公文庫 1981
- 『鎌倉山夜話：俳句日記』河出書房 1956
- 『明治維新史 付 原敬百歳』ぺりかん社 1967
  - 再版 新泉社
- 『黒船前後 服部之総随筆集』筑摩書房(筑摩叢書) 1966
  - 復刊 1985年
- 『黒船前後・志士と経済　他十六篇』岩波文庫 1981[5]
  - 復刊 1997年

### 訳書
- 『婚姻及家族の原史について』ハインリヒ・クノウ（英語版）著、訳、弘文堂書房 1927

### 著作集
- 『服部之総著作集』(全7巻) 理論社 1955
  - 新版 1972年
- 『服部之総全集』(全24巻) 福村出版 1973-1976

### 評伝
- 『服部之総・人と学問』小西四郎・遠山茂樹 編、日本経済評論社 1988
- 『歴史家 服部之総：日記・書翰・回想で辿る軌跡』松尾章一編著、日本経済評論社 2016